# حصن سويد (الحيمة الداخلية)

تعديل مصدري - تعديل

حصن سويد هي إحدى قرى عزلة بني مهلهل بمديرية الحيمة الداخلية التابعة لمحافظة صنعاء، بلغ تعداد سكانها 43 نسمة حسب تعداد اليمن لعام 2004.